# (6100) Kunitomoikkansai
(6100) Kunitomoikkansai est un astéroïde de la ceinture principale.

## Description
(6100) Kunitomoikkansai est un astéroïde de la ceinture principale d'astéroïdes. Il fut découvert le 9 novembre 1991 à Dynic par Atsushi Sugie. Il présente une orbite caractérisée par un demi-grand axe de 2,33 UA, une excentricité de 0,14 et une inclinaison de 3,4° par rapport à l'écliptique.

## Satellite
Un satellite lui est découvert en 2018.

## Compléments